# Naciria
Naciria är en ort i Algeriet.   Den ligger i provinsen Boumerdès, i den norra delen av landet, 70 km öster om huvudstaden Alger. Naciria ligger 169 meter över havet och antalet invånare är 15 387.
Terrängen runt Naciria är huvudsakligen kuperad, men den allra närmaste omgivningen är platt. Terrängen runt Naciria sluttar norrut.Runt Naciria är det tätbefolkat, med 331 invånare per kvadratkilometer. Närmaste större samhälle är Tizi Ouzou, 19,4 km öster om Naciria. 